# Sakai Sanryō
Sakai Sanryō (japanisch 酒井 三良; geboren 16. Februar 1897 in Mishima (Präfektur Fukushima); gestorben 8. Juni 1969) war ein japanischer Maler der Nihonga-Richtung.

## Leben und Werk
Sakai Sanryō erlernte ab 1915 die Malerei unter Bannai Seiran (坂内 青嵐; 1884–1936). 1919 konnte er zum ersten Mal auf der Ausstellungsreihe „Teiten“ ausstellen, und zwar das Bild „Yuki ni umoretsutsu shōgatsu wa yuku“ (雪に埋れつつ正月はゆく) – „Das neue Jahr geht weiter, während man im Schnee begraben ist“. Auf der Ausstellungsreihe „Inten“ konnte er 1921 auf der 10. Ausstellung das Bild „Wazawai kami o yaku zansetsu“ (災神を焼く残雪の夜) – „Restschnee, der den Katastrophengott verbrennt“ zeigen. 1924 wurde er Mitglied des veranstaltenden Nihon Bijutsuin. 1931 war Sakai auf der  „Ausstellung japanische Malerei“ in Berlin zu sehen.
Nach dem Zweiten Weltkrieg wurde Sakai 1962 Berater, 1965 Supervisor des Nihon Bijutsuin. 1962 erhielt er den Preis des Kultusministers für sein Werk „Kamakura“ (かまくら) – „Kamakura“. Er war gut in Landschaftsmalerei und in Schneebildern. Nach dem Kriege malte er oft die Pazifikküste der Präfektur Ibaraki, wo er wohnte.